# Чебоксарский хлопчатобумажный комбинат
Чебоксарский хлопчатобумажный комбинат — советское и российское предприятие текстильной промышленности, специализировавшееся на производстве домашнего текстиля, переработке хлопка. Располагалось в городе Чебоксары. В 2013 году предприятие было ликвидировано.

## История

### Фабрика в советский период
Строительство комбината началось весной 1948 года. Директором строительства и первым директором комбината был В. А. Парнёв. В ноябре 1951 году первая прядильная фабрика выпустила 13 кг пряжи, в 1952 вступила в строй первая ткацкая фабрика. В 1957 завершено строительство отбельно-красильного корпуса, получены первые метры ткани.
В 1960 году с началом работы второго корпуса отделочной фабрики завершилось строительство первой очереди предприятия, в 1961 развернулось строительство второй очереди. До 1967 выстроены ткацко-отделочная, вторая прядильная, прядильно-ниточная фабрики. В структуру комбината входили 4 основных производства: прядильно-ткацкое, прядильно-ткацко-отделочное, отделочно-швейное, вспомогательное.
В конце 1970-х годов на предприятии было занято около 16 тысяч человек.
В 1977—1991 гг. обязанности директора, генерального директора исполнял В. А. Капитонов. Под его руководством ЧХБК стал одним из передовых предприятий Чувашии и текстильной промышленности СССР, получал высокую прибыль, успешно реализовывал социальные программы. Большое внимание уделялось повышению эффективности производства, комплексной механизации и автоматизации.

### Предприятие после 1991 года
После 1991 года предприятия начало терять рынок сбыта, число работников начало резко сокращаться. Уже в 2010 году численность работающих составляло всего около 900 человек.
В 2000 годах ЧХБК преобразован в государственное унитарное предприятие, затем — в ОАО, в 2006 году вошел в состав ВТК. Продукция поставлялась во все регионы страны, а также за рубеж. В 2010 году в Российской Федерации 7 % рынка потребления домашнего текстиля приходилось на торговую марку предприятия «Хлопковый рай». В этот период продукция поставлялась во все регионы России, а также в Австрию, Нидерланды, Чехию, Канаду, Испанию, Эстонию, страны СНГ.
В 2013 году предприятие было ликвидировано. Помещения и оборудование было распроданы. Не удалось сохранить ни ткацкое производство, ни оборудование, которое в ходе публичных торгов было выкуплено и вывезено в Казахстан. Основные помещения комбината были приобретёны девелопером, генеральным директором группы компаний «Эверест» Николаем Герасимовым, часть площадей отошла под торговлю. В ходе публичных предложений на отдельные площадки бывшего комбината пришли новые производители, основное направление — электротехническое, производство мебели, строительных конструкций. К 2019 году основные производственные цеха бывшего ХБК пустуют и разрушаются. Весной 2022 года начался снос корпусов завода под строительство жилого комплекса.

## Названия предприятия и подчинённость
- С 2000 г. — Республиканское государственное унитарное предприятие «ЧХБК»
- С 2001 г. — ОАО «Корпорация „Чебоксарский хлопчатобумажный комбинат“»
- С 2006 г. предприятие в составе ОАО «Волжская текстильная компания»
- С 2009 г. — ООО «Текстиль Чебоксары»

## Руководители предприятия
- 1948 г. — директор Василий Антонович Парнёв
- 1977—1991 гг. — директор, генеральный директор Валерий Александрович Капитонов

## Продукция
Продукцию комбината составляли: постельное бельё из бязи, сатина, жаккардовой ткани; мебельно-декоративные ткани; столовое бельё и полотенца; пряжа трикотажная и ткацкая; хлопчатобумажные ткани (двунитка, саржа, марля); ватин, межпрокладка и др.
В 2000-е годы продукция выпускалась под марками «Хлопковый рай», «Трико-Таки», «Работекс».

## Награды
- Орден Трудового Красного Знамени (1966 г.)

## Известные сотрудники
- Николаев, Георгий Николаевич
- Ленский, Леонид Александрович
- Афанасьева, Таисия Ивановна
- Петрова, Юлия Ивановна
- Парнёв, Василий Антонович — директор строительства и первый директор комбината
- Капитонов Валерий Александрович (1940—1991) — Генеральный директор Чебоксарского хлопчатобумажного комбината имени 60-летия Союза ССР[3]